# Jordan Smith (chanteur)
Pour les articles homonymes, voir Jordan Smith.
Jordan Smith est un chanteur américain, ayant remporté la neuvième saison du télé-crochet américain The Voice.

## Performances lors de The Voice
| The Voice performances                | The Voice performances                     | The Voice performances | The Voice performances              | The Voice performances |
| Episode (date)                        | Chanson                                    | Ordre                  | Notes                               |                        |
| ------------------------------------- | ------------------------------------------ | ---------------------- | ----------------------------------- | ---------------------- |
| Auditions à l'aveugle (21 septembre)  | "Chandelier"                               | 1.6                    | 4 sièges retournés Team Adam Levine |                        |
| Battle – Top 48 (12 octobre)          | "Like I Can" (vs. Regina Love)             | 7.1                    | Sauvé par les coachs                |                        |
| Knockout Rounds – Top 32 (26 octobre) | "Set Fire to the Rain" (vs. Viktor Király) | 11.6                   | Sauvé par les coachs                |                        |
| Live Playoffs – Top 24 (9 novembre)   | "Halo"                                     | 15.12                  | Saved by Public Vote                |                        |
| Live Top 12 (16 novembre)             | "Great Is Thy Faithfulness"                | 18.11                  | Saved by Public Vote                |                        |
| Live Top 11 (23 novembre)             | "Who You Are"                              | 20.9                   | Saved by Public Vote                |                        |
| Live Top 10 (30 novembre)             | "Hallelujah"                               | 22.7                   | Saved by Public Vote                |                        |
| Demifinale – Top 9 (7 décembre)       | "Somebody to Love"                         | 24.9                   | Saved by Public Vote                |                        |
| Finale (14 décembre)                  | "Climb Ev'ry Mountain"                     | 26.1                   | Gagnant                             |                        |
| Finale (14 décembre)                  | "God Only Knows" (avec Adam Levine)        | 26.5                   | Gagnant                             |                        |
| Finale (14 décembre)                  | "Mary, Did You Know?"                      | 26.11                  | Gagnant                             |                        |

Performances hors compétition:
| Song                  | Collaborateur(s)                                                     |
| --------------------- | -------------------------------------------------------------------- |
| "Diamonds"            | Amy Vachal, Chance Peña, Blaine Mitchell, Shelby Brown, Keith Semple |
| "Wouldn't It Be Nice" | Amy Vachal and Shelby Brown                                          |
| "Lean On"             | Top 24                                                               |
| "Without You"         | Usher                                                                |
| "Any Way You Want It" | Amy Vachal, Evan McKeel, Korin Bukowski, Mark Hood and Regina Love   |

## Discographie

### Albums
| Titre               | détails                                                                         | Classement | Classement | Ventes       |
| Titre               | détails                                                                         | US         | CAN        | Ventes       |
| ------------------- | ------------------------------------------------------------------------------- | ---------- | ---------- | ------------ |
| Something Beautiful | - Sortie: 18 mars 2016 - Label: Republic Records - Format: CD, digital download | 2          | 19         | - US: 52,000 |

### Singles
| Titre                | Année | Classement | Album               |
| Titre                | Année | US Christ  | Album               |
| -------------------- | ----- | ---------- | ------------------- |
| "Stand in the Light" | 2016  | 27         | Something Beautiful |

### Paru lors deThe Voice

#### Albums
| Titre                                                     | détails                                                                         | Classement | Classement            | Ventes     |
| Titre                                                     | détails                                                                         | US         | CAN [réf. nécessaire] | Ventes     |
| --------------------------------------------------------- | ------------------------------------------------------------------------------- | ---------- | --------------------- | ---------- |
| The Voice: Jordan Smith: The Complete Season 9 Collection | - Sortie: 15 décembre 2015 - Label: Republic Records - Format: Digital download | 11         | 48                    | US: 48,000 |

#### Competition singles
| Titre                               | Année | Classements numériques | Classements numériques | Ventes en première semaine |
| Titre                               | Année | US                     | US Christ              | Ventes en première semaine |
| ----------------------------------- | ----- | ---------------------- | ---------------------- | -------------------------- |
| "Halo"                              | 2015  | 88                     | —                      |                            |
| "Great Is Thy Faithfulness"         | 2015  | 30                     | 1                      | - US: 138,000              |
| "Hallelujah"                        | 2015  | 61                     | 1                      | - US: 68,000               |
| "Somebody to Love"                  | 2015  | 21                     | —                      | - US: 164,000              |
| "Mary Did You Know"                 | 2015  | 24                     | 1                      | - US: 161,000              |
| "Climb Every Mountain"              | 2015  | 72                     | —                      | - US: 67,000               |
| "God Only Knows" (with Adam Levine) | 2015  | 90                     | —                      | - US: 50,000               |